# Érsemjén község
Érsemjén község (románul: Comuna Șimian) község Bihar megyében, Romániában. Központja Érsemjén, beosztott falvai Érkenéz, Érselénd.

## Népessége
A 2011-es népszámlálás adatai alapján a község népessége 3876 fő volt.